# Десенка (річка)
Десенка — річка  в Україні, у  Козятинському районі Вінницької області, ліва притока  Десни (басейн Південного  Бугу).

## Опис
Довжина річки 11 км. Формується з багатьох безіменних струмків та водойм.  Площа басейну 57 км².

## Розташування
Бере  початок на південній стороні від Блажіївки. Тече переважно на південний захід через  Зозулинці, Сошанське і у Самгородку впадає у річку Десну, ліву притоку Південного Бугу.